# Толстой, Михаил Николаевич
Михаи́л Никола́евич Толсто́й (1829—1887) — генерал-лейтенант русской императорской армии; наказной атаман Уральского казачьего войска.

## Биография
Родился 10 (22) августа 1829 года в семье Николая Матвеевича Толстого; правнук светлейшего князя Михаила Илларионовича Кутузова. Крещён был 1 сентября 1829 года в Пантелеимоновской церкви, крестник великого князя Михаила Павловича и своей бабушки по матери М. А. Хитрово. В 1848 году окончил Пажеский корпус, по окончании был произведён в чин прапорщика и получил назначение в Преображенский лейб-гвардии полк.
Служил в должности адъютанта военного министра светлейшего князя Чернышёва А. И.; 23 апреля 1861 года произведён в полковники. С 1862 года исправлял должность наказного атамана Астраханского казачьего войска; 6 августа 1864 года был произведён в генерал-майоры. В том же году получил назначение на должность наказного атамана Уральского казачьего войска. В период его пребывания в должности, в декабре 1864 года произошёл знаменитый и памятный для уральских казаков Иканский бой в Туркестане, в котором сотня уральских казаков под командой есаула Серова проявила беспримерный героизм и мужество в противостоянии многократно превосходящим силам кокандцев; 8 ноября 1877 года получил звание генерал-лейтенанта.
Участвовал в Русско-турецкой войне 1877—1878 гг. В ходе освободительного похода на Балканы был инспектором госпиталей и учреждений Красного креста. Награждён за службу многочисленными орденами, в том числе орденом Белого орла с мечами и закончил военную службу в чине генерал-лейтенанта.
Умер 15 (27) мая 1887 года в Санкт-Петербурге, погребён на кладбище Троице-Сергиевой пу́стыни.

## Награды
российские:
- Орден Святого Станислава 3 ст. (1856)
- Орден Святой Анны 2 ст. с императорской короной (1863)
- Орден Святого Владимира 3 ст. (1867)
- Орден Святого Станислава 1 ст. (1870)
- Орден Святой Анны 1 ст. (1873)
- Орден Святого Владимира 2 ст. (1876)
- Орден Белого Орла с мечами (1878)

иностранные:
- Прусский Орден Красного Орла 3 ст. (1859)
- Персидский Орден Льва и Солнца 1 ст. (1874)